# تشيفيتو
تشيفيتو Chivito ( تصغير تشيفو <صغير الماعز>), عبارة عن لحم صغير الماعز المشوي وهو رائج في الأرجنتين, ويكون في بعض الأحيان كجزء من أسادو. يختلف التشيفيتو عن الـكابريتو حيث أن التشيفيتو يكون من الحيوان كبير السن قليلاً ويكون لحمه أقل طراوة، ويتم تناول شيفيتو كطعام صلب، بينما يكون لحم كابريتو من الحيوانات التي لا تزال ترضع.
الشيفيتو أقل طراوة ولها نكهة مرهفة أكثر من كبار الماعز. ويمكن طهيها بواسطة la parrilla (مشوي), أو la cruz عن طريق وضع التشيفيتو بشكل عمودي على صليب والذي يكون مسمر على الأرض بالقرب من النار، بحيث يعطيها نكهة خاصة.
في كل صيف، يقام مهرجان التشيفيتو في مدينة مالارغو في مقاطعة مندوزا في الأرجنتين.
التشيفيتو هو أيضاً أسم شطيرة في الأوروغواي تُعمل من لحم البقر لا الماعز. وتأتي هذا الشطيرة بأصناف كثيرة وهي شعبية جداً في الأوروغواي. ويمكن تقديمها مع البيض، ولحم الخنزير المقدد، لحم الخنزير المدخن، والخس والطماطم والبصل والمايونيز وغيرها من المكونات.

## الأستقبال
تشمل الوجبة اليومية بالنسبة للتشيفيتو «12 شطيرة».